# Nebelschütz
Nebelschütz, in alto sorabo Njebjelčicy, è un comune di 1.221 abitanti della Sassonia, in Germania.
Appartiene al circondario (Landkreis) di Bautzen (targa BZ) ed è parte della comunità amministrativa (Verwaltungsverband) di Am Klosterwasser.